# Vila Constantinidi din Constanța
Descriere:
Sursa descrierii: Publicația Institutului Național al Patrimoniului, "Constanța multietnică. Istorii, case, proprietari, memorii pierdute", Editura Patrimonia, București, 2021,p. 30
https://constantamultietnica.ro/wp-content/uploads/2021/10/constanta-multicultural.pdf
"Locuință  unifamilială,  construită  în  stil  eclectic,  reunind  elemente  decorative  neoclasice  şi  Art  Nouveau,  pe  baza  modelelor occidentale,  clădirea  a  fost  finalizată  în  noiembrie  1905,  conform  datei  înscrise  pe  fațadă,  sub  fronton.  Inițial  era  compusă  din  parter, vestibul,  hol,  nouă  camere,  baie,  bucătărie  şi  cameră  de  serviciu.  Fațada  principală,  orientată  către  stradă,  bogat  decorată,  este  simetrică față  de  axul  intrării  şi  este  tratată  cu  asize  orizontale  din  tencuială.  Clădirea  prezintă  ferestre  arcuite,  decorate  cu  sprâncene  conținând motive vegetale şi colțuri marcate cu pilaştri (fig. 56). Traveea  centrală  este  puternic  accentuată  printr-o  suită  verticală  de  elemente  arhitecturale  ornamentale:  scară  de  acces  balansată în  două  rampe,  cu  balustradă  din  fier  forjat,  portal  de  intrare  monumental,  flancat  de  coloane  cu  capiteluri  ionice,  antablament  cu baluştri  peste  care  se  înalță,  dominând  compoziția,  un  turn  cuprinzând  o  supralumină  semicirculară,  protejată  de  un  arc  monumental  şi un fronton curbat, decorat cu vrejuri şi monogramă. Ansamblul este acoperit cu o cupolă încununată cu un catarg (fig. 57). Din  studiul  istoric  al  arhitectei  Margareta  Mihăilescu,  întocmit  în  anul  2018,  reiese  că  proprietarul  inițial  al  clădirii  a  fost  Zamfir Laskaridis,  comerciant,  şi  nu  Gheorghe  Constantinidis,  farmacist,  fapt  confirmat  şi  prin  monograma  „ZL”  de  sub    fronton.  Asocierea incorectă  cu  numele  actual  a  rezultat,  probabil,  din  faptul  că  una  dintre  urmaşele  lui  Laskardis  a  fost  căsătorită  cu  un  membru  al  familiei Constantinidis. După  anul  1936,  imobilul  a  intrat  în  proprietatea  statului,  funcționând,  ulterior,  ca  spațiu  de  învățământ  şi  anexă  -  birouri  ale Inspectoratului  Școlar  Județean  Constanța.  Acesta  a  întocmit  documentația  necesară  procesului  de  consolidare  şi  restaurare,  aflată  în curs de avizare."

Vila Constantinidi este indicată pe harta monumentelor istorice din Municipiul Constanța    - 

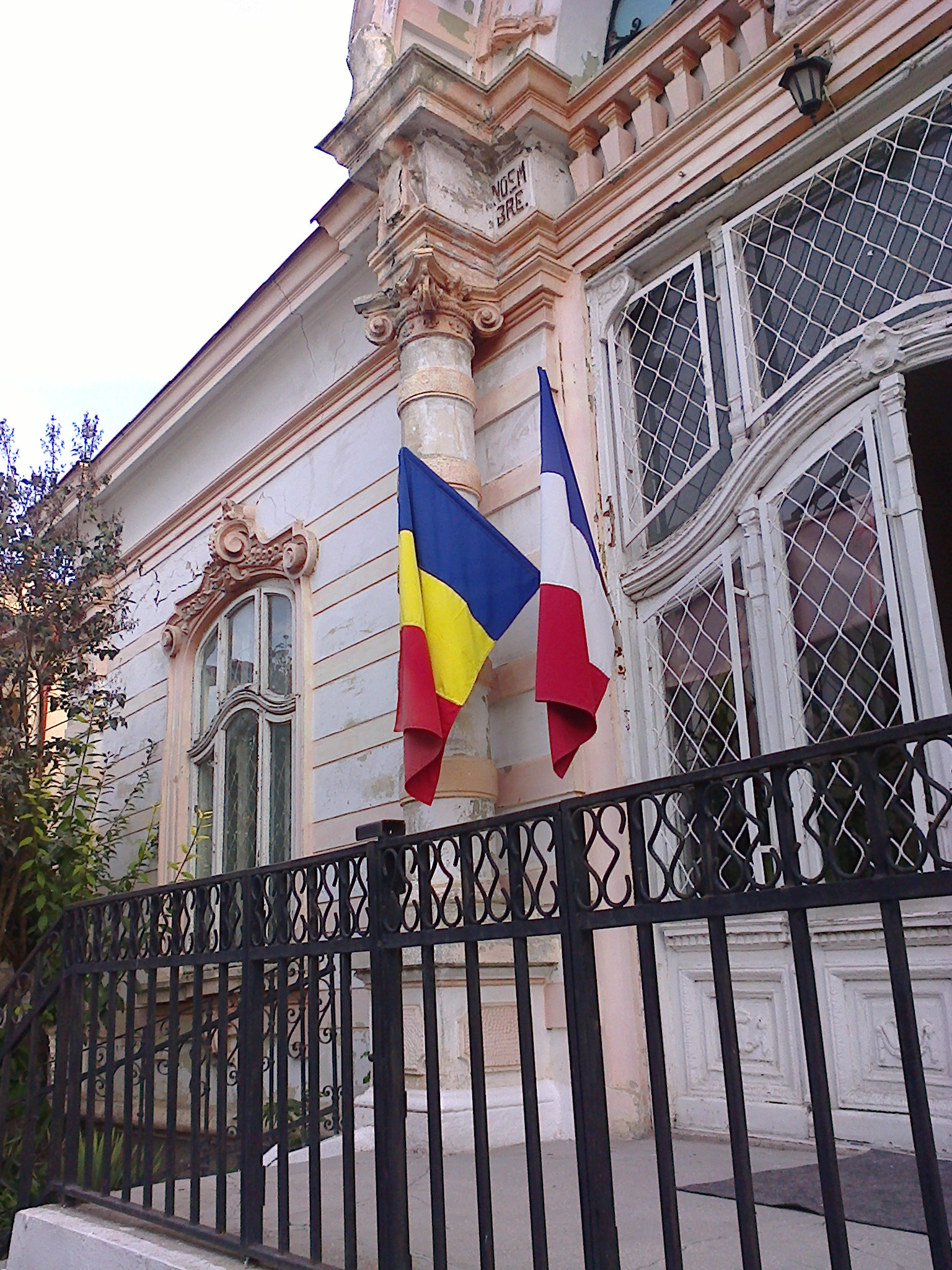
Vila Constantinidi-Detaliul 1

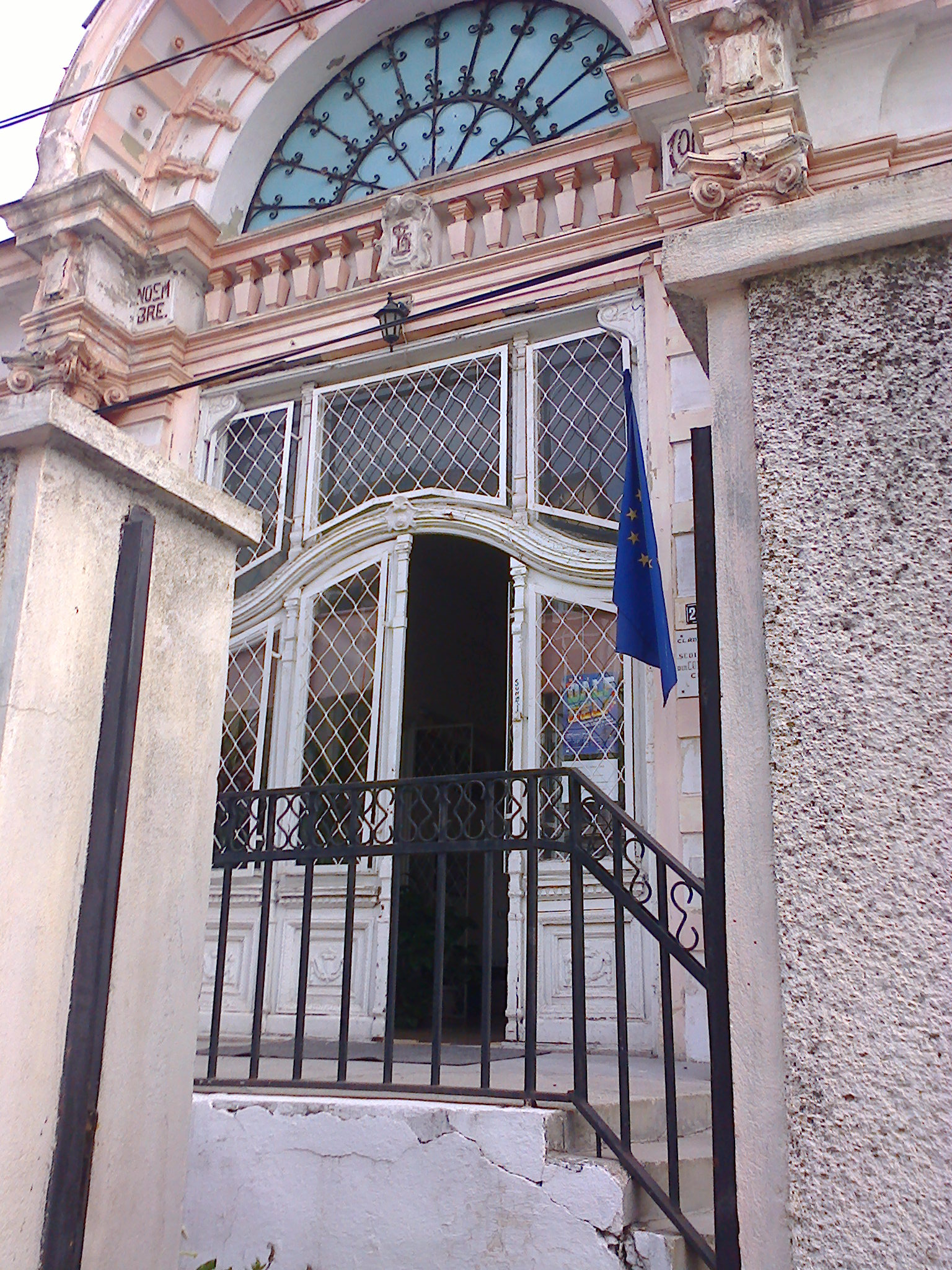
Vila Constantinidi-Detaliul 2

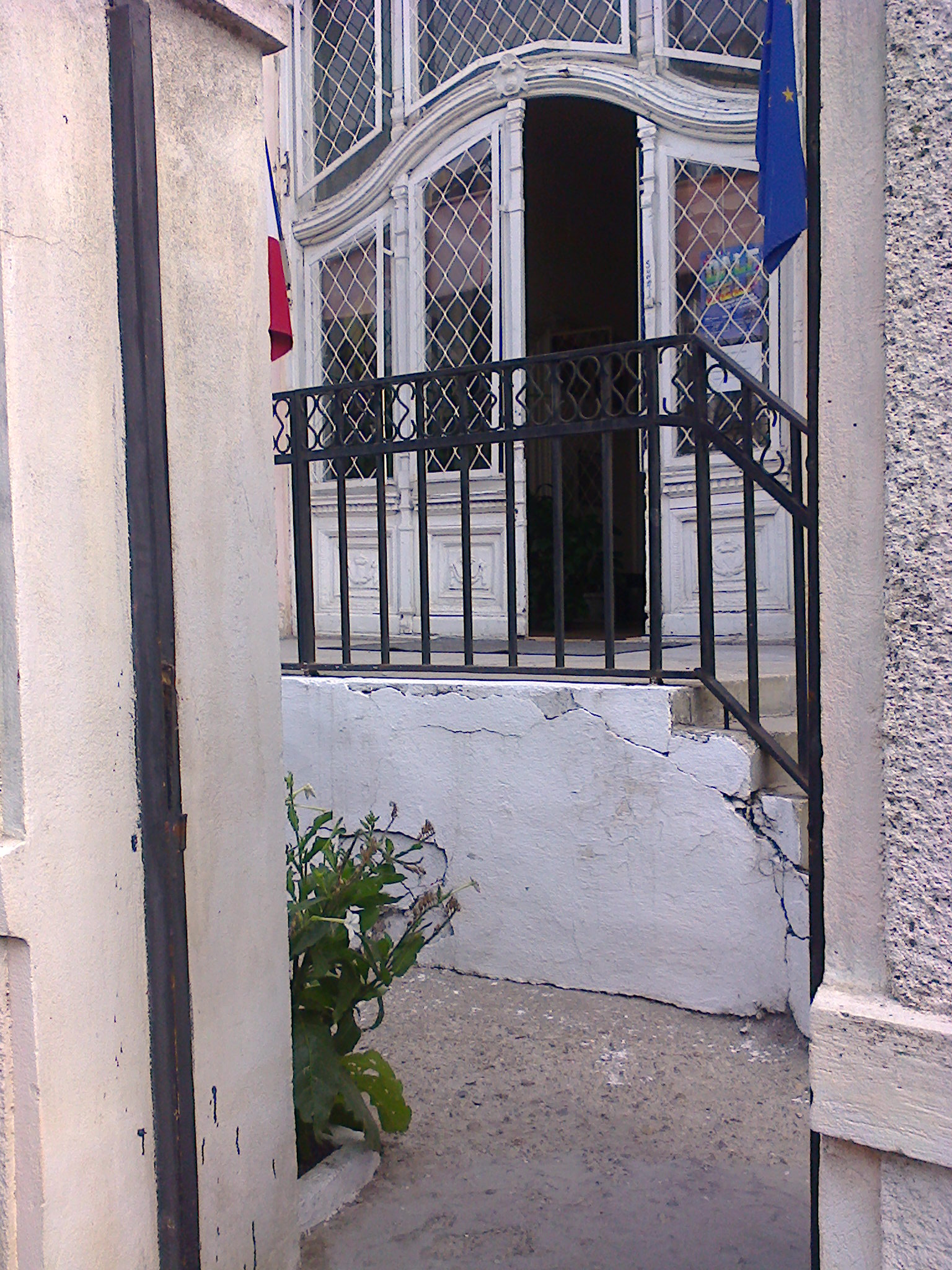
Vila Constantinidi-Detaliul 3

Comunitatea greacă.